# Úřad Národní rozpočtové rady
Úřad Národní rozpočtové rady je úřad v Česku, který má dle zákona zajišťovat úkoly spojené s odborným, organizačním, administrativním, personálním a technickým zabezpečením činnosti této rady. Zavádění tohoto úřadu je spjato se zákonem č. 23/2017 Sb., o pravidlech rozpočtové odpovědnosti.